# Hotel Polonez w Poznaniu
Hotel Orbis Polonez – dawny trzygwiazdkowy hotel sieci Orbis, zlokalizowany przy al. Niepodległości 36 w centrum Poznania, na osiedlu samorządowym Stare Miasto.

## Historia
Budowę obiektu rozpoczęto 25 sierpnia 1972, a zakończono 9 maja 1974. Do jego wzniesienia zastosowano technologię wielkiej płyty winogradzkiej według projektu J. Liśniewiecza, J. Maciejewskiego i współpracowników. W momencie powstania liczył 14 kondygnacji (w tym 12 mieszkalnych), miał kubaturę 99 500m³ i pow. użytkową 22 000m², co pozwalało pomieścić 612 miejsc noclegowych w 408 pokojach, a także zapewnić 854 miejsc gastronomicznych. Wysokość budynku osiągnęła 55 metrów.
7 kwietnia 1980 (poniedziałek wielkanocny) w budynku hotelu odbyło się przyjęcie weselne Krystiana Zimmermana. W dniach 19-20 grudnia 1997 w hotelu obradował IX Krajowy Zjazd Delegatów NSZZ „Solidarność”.

Plan zagospodarowania terenu wokół hotelu

Hotel zakończył działalność 1 kwietnia 2012, miał zostać wyburzony, ale wycofano się z tego pomysłu ograniczając się jedynie do wyburzenia dwupoziomowego parkingu. Sprzedano go za 23 mln złotych, nabywcą została firma Zerta Sp. z o.o.. Obecnie w budynku znajduje się dom studencki.